# Martin Cox
Pour les articles homonymes, voir Cox.
Martin Cox, né le 6 décembre 1969, est un coureur de fond anglais spécialisé en course en montagne et un entraîneur de cette discipline. Il a terminé deuxième du Grand Prix WMRA en 2000 et 2002. Il est également champion d'Europe de raquette à neige 2010.

## Biographie
Martin commence la course à pied à l'âge de dix ans et participe à sa première compétition en 1984, au semi-marathon de Huncote. Il rejoint ensuite le Leicester Coritanian Athletics Club où il est entraîné par Paul Blissett. En 1996, il fait ses débuts sur la scène internationale et s'impose au semi-marathon de Bristol en 1 h 4 min 16 s.
En 1997, il découvre la discipline de course en montagne lors d'un voyage en Nouvelle-Zélande. Il s'installe à Chamonix dès l'été 1998 pour se perfectionner dans cette discipline et remporte ses premiers succès lors de ses premières participations aux courses du Danis et du Cervin.
Il décroche deux podiums lors du Grand Prix WMRA 2000 aux courses du Danis et de Schlickeralm et se classe deuxième grâce à sa saison consistance.
Il connait une bonne saison 2002. Le 26 mai, il s'impose à la course de montagne de Gamperney en établissant un nouveau record du parcours en 43 min 40 s. Le 11 août, il s'élance sur le parcours raccourci de Sierre-Zinal. Seuls lui et son compatriote Billy Burns parviennent à suivre le rythme soutenu du champion Jonathan Wyatt. Billy se classe deuxième et Martin complète le podium. Il décroche ensuite un nouveau podium au Challenge Stellina, quatrième manche du Grand Prix WMRA. Le 15 septembre, il effectue une excellent course lors du Trophée mondial de course en montagne à Innsbruck. Alors qu'il semble se diriger vers la troisième marche du podium, il est finalement battu pour deux secondes par le Mexicain Ranulfo Sánchez. Il se classe à nouveau deuxième du Grand Prix WMRA.
Le 28 juin 2003, il court son premier marathon de montagne à l'occasion de la première édition du marathon des Grisons et s'impose en 3 h 37 min 11 s.
Il termine huitième et meilleur Britannique aux championnats d'Europe de course en montagne 2005 à Heiligenblut, remportant la médaille d'argent au classement par équipes. Il court son premier ultra-trail, le Kepler Challenge de 60 km en Nouvelle-Zélande. Il parvient dans un premier temps à rester au contact de Phil Costley mais tandis que ce dernier établit un nouveau record du parcours en 4 h 37 min 41 s, Martin craque dans les derniers kilomètres et termine deuxième à 30 minutes.
Le 9 août 2008, il remporte l'édition inaugurale de la Glacier 3000 Run. Le 6 septembre, il décroche la deuxième place au marathon de la Jungfrau derrière l'Italien Hermann Achmüller.
Le 13 juin 2009, il participe au marathon Man versus Horse et termine la course en 2 h 20 min 2 s, battant le cheval de deux minutes selon les anciennes règles, ce qui aurait fait de lui le troisième homme de l'histoire à battre le cheval. Néanmoins, les organisateurs déclarent que le temps de contrôle du vétérinaire de dix minutes doit être déduit du temps de course du cheval, le faisant ainsi gagner pour huit minutes. Martin proteste mais ces derniers assurent que le temps de contrôle a toujours été déduit lors des éditions précédentes, ce qui n'a pas pu être vérifié. Fâché, Martin refuse son trophée en signe de protestation,.
Il se met à la compétition de raquette à neige au début 2009 et s'impose dans les manches de Coupe d'Europe. Il termine deuxième de la célèbre course Ciaspolada en 2010 à quatre secondes derrière Jonathan Wyatt. Fort de ces succès, il prend part aux championnats d'Europe 2010 de la discipline à Tavascan. Annoncé comme favori, il tient son rôle et domine la course pour s'offrir le titre.
En octobre 2013, il remporte l'Himalayan 100, ultra-trail de 100 milles par étapes.
Après avoir bénéficié de nombreux conseils durant sa carrière, il met à profit son expérience et devient coach de course à pied. Il aide notamment l'Écossais Robbie Simpson à se hisser parmi les meilleurs coureurs en montagne.

## Palmarès

### Route
| Année | Compétition                  | Lieu      | Place | Épreuve          | Temps           |
| ----- | ---------------------------- | --------- | ----- | ---------------- | --------------- |
| 1996  | Semi-marathon de Bristol     | Bristol   | 1er   | Semi-marathon    | 1 h 4 min 16 s  |
| 2003  | Marathon de Snowdonia        | Llanberis | 1er   | Marathon         | 2 h 38 min 44 s |
| 2007  | Morat-Fribourg               | Fribourg  | 10e   | Course populaire | 56 min 10 s     |
| 2008  | Semi-marathon de Hastings    | Hastings  | 2e    | Semi-marathon    | 1 h 6 min 28 s  |
| 2008  | Cortina-Dobbiaco Run         | Dobbiaco  | 3e    | 30 kilomètres    | 1 h 43 min 37 s |
| 2008  | Marathon de Snowdonia        | Llanberis | 1er   | Marathon         | 2 h 44 min 40 s |
| 2010  | Semi-marathon de Hastings    | Hastings  | 2e    | Semi-marathon    | 1 h 8 min 48 s  |
| 2010  | 10 km de Lausanne            | Lausanne  | 1er   | 10 kilomètres    | 31 min 24 s     |
| 2010  | Morat-Fribourg               | Fribourg  | 10e   | Course populaire | 56 min 53 s     |
| 2010  | Marathon du Tessin           | Tenero    | 4e    | Marathon         | 2 h 27 min 27 s |
| 2011  | Semi-marathon d'Aspen Valley | Aspen     | 1er   | Semi-marathon    | 1 h 15 min 48 s |
| 2016  | Drei-Länder Halbmarathon     | Brégence  | 2e    | Semi-marathon    | 1 h 11 min 41 s |

### Course en montagne
| no  | masculin           | Course                                      | Longueur | Départ            | Temps           |
| --- | ------------------ | ------------------------------------------- | -------- | ----------------- | --------------- |
| 1re | Médaille d'or      | Course de montagne du Danis                 | 10,4 km  | 12 juillet 1998   | 41 min 1 s      |
| 1re | Médaille d'or      | Course du Cervin                            | 12 km    | 30 août 1998      | 58 min 5 s      |
| 3e  | Médaille de bronze | Drei Zinnen Alpine Run                      | 14,3 km  | 13 septembre 1998 | 1 h 26 min 27 s |
| 2e  | Médaille d'argent  | Course de montagne du Danis                 | 10,4 km  | 9 juillet 2000    | 41 min 6 s      |
| 3e  | Médaille de bronze | Course de Schlickeralm                      | 11,2 km  | 6 août 2000       | 59 min 26 s     |
| 2e  | Médaille d'argent  | Course du Cervin                            | 14,35 km | 27 août 2000      | 1 h 5 min 26 s  |
| 8e  | 8e                 | Trophée mondial de course en montagne       | 11,6 km  | 10 septembre 2000 | 50 min 59 s     |
| 2e  | Médaille d'argent  | Course de montagne de Seegrube              | 11,7 km  | 17 juin 2001      | 1 h 1 min 17 s  |
| 6e  | 6e                 | Trophée européen de course en montagne      | 9 km     | 1er juillet 2001  | 50 min 52 s     |
| 2e  | Médaille d'argent  | Course de montagne du Danis                 | 10,4 km  | 8 juillet 2001    | 41 min 12 s     |
| 1re | Médaille d'or      | Course de montagne du Grossglockner         | 13,3 km  | 22 juillet 2001   | 1 h 11 min 48 s |
| 1re | Médaille d'or      | Course de Schlickeralm                      | 11,2 km  | 5 août 2001       | 58 min 42 s     |
| 2e  | Médaille d'argent  | Course du Cervin                            | 14,35 km | 19 août 2001      | 1 h 5 min 0 s   |
| 2e  | Médaille d'argent  | Challenge Stellina                          | 14,5 km  | 26 août 2001      | 1 h 19 min 24 s |
| 3e  | Médaille de bronze | Course de montagne du Kitzbüheler Horn      | 12,9 km  | 2 septembre 2001  | 58 min 25 s     |
| 2e  | Médaille d'argent  | Drei Zinnen Alpine Run                      | 14,3 km  | 9 septembre 2001  | 1 h 20 min 25 s |
| 1re | Médaille d'or      | Course de montagne de Gamperney             | 8,8 km   | 26 mai 2002       | 43 min 40 s     |
| 2e  | Médaille d'argent  | Cross du Mont-Blanc                         | 21 km    | 29 juin 2002      | 1 h 41 min 55 s |
| 1re | Médaille d'or      | Course de montagne du Danis                 | 10,4 km  | 14 juillet 2002   | 40 min 48 s     |
| 1re | Médaille d'or      | Course de montagne du Grossglockner         | 13,3 km  | 21 juillet 2002   | 1 h 14 min 31 s |
| 1re | Médaille d'or      | Course de Schlickeralm                      | 11,2 km  | 4 août 2002       | 59 min 59 s     |
| 3e  | Médaille de bronze | Sierre-Zinal                                | 15 km    | 11 août 2002      | 1 h 9 min 33 s  |
| 3e  | Médaille de bronze | Course du Cervin                            | 14,35 km | 18 août 2002      | 1 h 5 min 6 s   |
| 3e  | Médaille de bronze | Challenge Stellina                          | 14,5 km  | 25 août 2002      | 1 h 19 min 24 s |
| 3e  | Médaille de bronze | Dreizinnen-Marathon                         | 21 km    | 8 septembre 2002  | 1 h 46 min 53 s |
| 4e  | 4e                 | Trophée mondial de course en montagne       | 11,7 km  | 15 septembre 2002 | 1 h 0 min 14 s  |
| 1re | Médaille d'or      | Marathon des Grisons                        | 42,2 km  | 28 juin 2003      | 3 h 37 min 11 s |
| 3e  | Médaille de bronze | Course de montagne du Grossglockner         | 13,3 km  | 20 juillet 2003   | 1 h 15 min 33 s |
| 2e  | Médaille d'argent  | Course de montagne du Karwendel             | 11 km    | 27 juillet 2003   | 1 h 4 min 5 s   |
| 2e  | Médaille d'argent  | Course du Rocher de Gibraltar               | 11,8 km  | 30 mai 2004       | 43 min 34 s     |
| 4e  | 4e                 | Marathon des Grisons                        | 42,2 km  | 26 juin 2004      | 3 h 47 min 54 s |
| 2e  | Médaille d'argent  | Course de montagne du Grossglockner         | 13,3 km  | 18 juillet 2004   | 1 h 14 min 32 s |
| 1re | Médaille d'or      | Course de montagne du Karwendel             | 11 km    | 25 juillet 2004   | 1 h 2 min 27 s  |
| 2e  | Médaille d'argent  | Val Gardena Extrem                          | 19,1 km  | 19 septembre 2004 | 1 h 41 min 54 s |
| 1re | Médaille d'or      | Semi-marathon d'Aletsch                     | 21,1 km  | 26 juin 2005      | 1 h 34 min 43 s |
| 8e  | 8e                 | Championnats d'Europe de course en montagne | 12,95 km | 10 juillet 2005   | 1 h 14 min 6 s  |
| 3e  | Médaille de bronze | Course de montagne du Karwendel             | 11 km    | 17 juillet 2005   | 1 h 4 min 45 s  |
| 1re | Médaille d'or      | Zugspitz Extremberglauf                     | 16,1 km  | 24 juillet 2005   | 2 h 3 min 2 s   |
| 3e  | Médaille de bronze | Montée du Skåla                             | 8,2 km   | 13 août 2005      | 1 h 15 min 1 s  |
| 1re | Médaille d'or      | Val Gardena Extrem                          | 19,1 km  | 19 septembre 2005 | 1 h 37 min 48 s |
| 3e  | Médaille de bronze | Marathon de Zermatt                         | 42,2 km  | 8 juillet 2006    | 3 h 16 min 36 s |
| 2e  | Médaille d'argent  | Course de montagne du Karwendel             | 11 km    | 16 juillet 2006   | 1 h 4 min 49 s  |
| 3e  | Médaille de bronze | Course de montagne du Grossglockner         | 13,3 km  | 23 juillet 2006   | 1 h 16 min 25 s |
| 1re | Médaille d'or      | Val Gardena Extrem                          | 19,1 km  | 30 juillet 2006   | 1 h 39 min 48 s |
| 3e  | Médaille de bronze | Course du Cervin                            | 12,49 km | 20 août 2006      | 57 min 47 s     |
| 1re | Médaille d'or      | Dreizinnen-Marathon                         | 21 km    | 10 septembre 2006 | 1 h 45 min 27 s |
| 2e  | Médaille d'argent  | Marathon des Grisons                        | 42,2 km  | 23 juin 2007      | 3 h 57 min 0 s  |
| 1re | Médaille d'or      | Cross du Mont-Blanc                         | 21 km    | 1er juillet 2007  | 1 h 48 min 51 s |
| 3e  | Médaille de bronze | Course du Cervin                            | 12,49 km | 19 août 2007      | 59 min 24 s     |
| 2e  | Médaille d'argent  | Marathon des Grisons                        | 42,2 km  | 28 juin 2008      | 3 h 34 min 39 s |
| 2e  | Médaille d'argent  | Thyon-Dixence                               | 16,35 km | 3 août 2008       | 1 h 12 min 20 s |
| 1re | Médaille d'or      | Glacier 3000 Run                            | 26 km    | 9 août 2008       | 2 h 20 min 2 s  |
| 2e  | Médaille d'argent  | Marathon de la Jungfrau                     | 42,2 km  | 6 septembre 2008  | 3 h 5 min 32 s  |
| 1re | Médaille d'or      | Glacier 3000 Run                            | 26 km    | 8 août 2009       | 2 h 27 min 5 s  |
| 1re | Médaille d'or      | Semi-marathon Inferno                       | 21,1 km  | 21 août 2009      | 2 h 4 min 33 s  |
| 1re | Médaille d'or      | Glacier 3000 Run                            | 26 km    | 7 août 2010       | 2 h 21 min 57 s |
| 1re | Médaille d'or      | Semi-marathon Inferno                       | 21,1 km  | 20 août 2010      | 2 h 7 min 23 s  |
| 4e  | 4e                 | Marathon de Zermatt                         | 42,2 km  | 9 juillet 2011    | 3 h 17 min 47 s |
| 1re | Médaille d'or      | Glacier 3000 Run                            | 26 km    | 6 août 2011       | 2 h 22 min 40 s |
| 1re | Médaille d'or      | Marathon des Grisons                        | 42,2 km  | 23 juin 2012      | 3 h 50 min 12 s |
| 5e  | 5e                 | Marathon de Zermatt                         | 42,2 km  | 6 juillet 2013    | 3 h 16 min 45 s |
| 3e  | Médaille de bronze | Matterhorn Ultraks 30K                      | 30 km    | 24 août 2013      | 2 h 53 min 8 s  |

### Ultra-Trail
| no  | masculin          | Course           | Longueur   | Départ                     | Temps          |
| --- | ----------------- | ---------------- | ---------- | -------------------------- | -------------- |
| 2e  | Médaille d'argent | Kepler Challenge | 60 km      | 3 décembre 2005            | 5 h 4 min 57 s |
| 1re | Médaille d'or     | Himalayan 100    | 100 milles | 27 octobre-31 octobre 2013 | 15 h 7         |

### Raquette à neige
| no | masculin          | Course        | Longueur | Départ         | Temps       |
| -- | ----------------- | ------------- | -------- | -------------- | ----------- |
| 2e | Médaille d'argent | La Ciaspolada | 8 km     | 6 janvier 2010 | 28 min 27 s |

## Records
| Épreuve       | Performance     | Date             | Lieu       |
| ------------- | --------------- | ---------------- | ---------- |
| 5 kilomètres  | 14 min 41 s     | 21 février 2008  | Armagh     |
| 10 kilomètres | 30 min 10 s     | 9 mai 2010       | Bristol    |
| 10 miles      | 51 min 24 s     | 30 janvier 2005  | Canterbury |
| Semi-marathon | 1 h 4 min 16 s  | 12 mai 1996      | Bristol    |
| Marathon      | 2 h 27 min 27 s | 14 novembre 2010 | Tenero     |